# Sergio Pezzati
Sergio Pezzati (Scandicci, 17 settembre 1931 – Firenze, 3 luglio 2015) è stato un politico italiano, sindaco di Poggio a Caiano dal 1972 al 1988 e deputato della DC dalla VI all'VIII legislatura.